# Министерство юстиции Туркменистана
Министерство адалат Туркменистана (Türkmenistanyň Adalat Ministrligi) — является центральным органом исполнительной власти, реализующим государственную политику по регулированию деятельности органов адалат, выполняющим задачи, направленные на обеспечение защиты прав, свобод и законных интересов человека и гражданина, интересов общества и государства, правовое обеспечение деятельности государства и осуществляющим реализацию задач, возложенных на органы адалат Законом Туркменистана «Об органах адалат Туркменистана» и другими нормативными правовыми актами Туркменистана.

## Структура
Министерство в своей деятельности руководствуется Конституцией Туркменистана, Законом Туркменистана «Об органах адалат Туркменистана», актами Президента Туркменистана, постановлениями Меджлиса Туркменистана, решениями Кабинета Министров Туркменистана, другими нормативными правовыми актами Туркменистана, общепризнанными принципами и нормами международного права, международными договорами Туркменистана, а также Положением о Министерстве Адалат Туркменистана.
Система органов адалат состоит из министерства, отделов адалат велаятов, управления адалат города Аркадаг, Службы по государственной регистрации прав на недвижимое имущество и сделок, связанных с ним при Министерстве Адалат Туркменистана, государственных нотариальных контор, управления ЗАГС Министерства адалат Туркменистана.
Правовая и организационная основы, принципы деятельности, задачи, права и обязанности органов адалат Туркменистана регулируются Законом Туркменистана «Об органах адалат Туркменистана».

### Отделы адалат велаятов
Порядок организации деятельности и полномочия отдела адалат велаята Министерства Адалат Туркменистана определяются Положением об отделе адалат велаята.
Отдел адалат велаята, является государственным органом, входящим в систему органов адалат, осуществляющим в велаятах выполнение соответствующих задач, возложенных на органы адалат.
Отдел адалат велаята в пределах своих полномочий осуществляет следующие основные задачи: обеспечение прав, свобод, а также законных интересов человека и гражданина; координация и контроль за деятельностью управлений в велаятах и территориальных органах Службы по государственной регистрации прав на недвижимое имущество и сделок, связанных с ним при Министерстве; организация работы государственных нотариальных контор велаятов, этрапов, городов с правами этрапов, городов в этрапах, руководство и контроль, совершенствование их деятельности; оказание организационно-методической помощи и координация деятельности коллегии адвокатов велаята; оказание организационно-методической помощи и организация работы органов ЗАГС велаята; предоставление правовой и методической помощи Генгешам и другие.

### Служба по государственной регистрации прав на недвижимое имущество и сделок, связанных с ним
Государственное управление в области государственной регистрации прав на недвижимое имущество и сделок, связанных с ним, осуществляется Службой по государственной регистрации прав на недвижимое имущество и сделок, связанных с ним, при Министерстве Адалат Туркменистана, а также управлениями Службы создаваемыми в велаятах и в городах с правами велаятов.
Государственную регистрацию прав на недвижимое имущество и сделок, связанных с ним, осуществляют территориальные органы Службы.
Служба - создаётся и ликвидируется Кабинетом Министров Туркменистана, а её управления и территориальные органы - Министерством Адалат Туркменистана.
Служба, её управления и территориальные органы являются юридическими лицами, имеют свою печать с изображением Государственного герба Туркменистана и своим наименованием.
Служба в своей деятельности руководствуется Законами Туркменистана «Об органах адалат Туркменистана», «О государственной регистрации прав на недвижимое имущество и сделок, связанных с ним» и другими нормативными правовыми актами Туркменистана.
Официальный веб-сайт Службы: https://gozgalmayanemlakgullugy.gov.tm/

### Государственные нотариальные конторы
Нотариат в Туркменистане – это система, состоящая из органов и уполномоченных лиц, на которых возложены задачи осуществления нотариальной деятельности для удостоверения бесспорных прав, а также фактов, имеющих юридическое значение, и придания им юридической достоверности.
Государственные нотариальные конторы создаются в велаятах, городах с правами велаятов, этрапах, городах с правами этрапов, городах в этрапах для осуществления нотариальной деятельности государственных нотариусов.
Законодательство Туркменистана о нотариате и нотариальной деятельности основывается на Конституции Туркменистана и состоит из Закона Туркменистана «О нотариате и нотариальной деятельности» и иных нормативных правовых актов Туркменистана, которые регулируют отношения, связанные с осуществлением нотариальной деятельности.

### Центральный архив записи актов гражданского состояния при Министерстве Адалат Туркменистана
Центральный архив записи актов гражданского состояния при Министерстве Адалат Туркменистана (далее - Центральный архив ЗАГС) является государственным органом, осуществляющим государственный учёт, комплектование, постоянное хранение, использование и ведение электронной базы записей актов гражданского состояния, а также контроль над правильным ведением архивов органами ЗАГС.
Центральный архив ЗАГС в пределах предоставленных ему прав является организационно-методическим и координирующим центром по работе с записями актов гражданского состояния, поступающими из органов ЗАГС на местах.
Центральный архив ЗАГС в своей деятельности руководствуется Конституцией Туркменистана, Семейным кодексом Туркменистана, Законом Туркменистана «Об органах адалат Туркменистана», актами Президента Туркменистана, постановлениями Меджлиса Туркменистана, решениями Кабинета Министров Туркменистана, другими нормативными правовыми актами Туркменистана, общепризнанными принципами и нормами международного права, международными договорами Туркменистана, а также Положением о Центральном архиве записи актов гражданского состояния при Министерстве Адалат Туркменистана.
Постановлением Президента Туркменистана № 82 от 29 апреля 2022 года Центральный архив ЗАГС при Министерстве адалат Туркменистана был реорганизован в Управление ЗАГС Министерства адалат Туркменистана.

## Министры
С 6 сентября 1972 года официально называлось именно «Министерством юстиции», а 1 сентября 2003 года было переименовано в «Министерство Адалат».
| No | Имя                     | Назначение | Отставка    | Причина отставки                  |
| -- | ----------------------- | ---------- | ----------- | --------------------------------- |
| 1  | Халлыев, Тагандурды     | 10.08.1992 | 24.05.1999  | переход на другую работу          |
| 2  | Касымов, Курбанмухаммед | 24.05.1999 | 30.10.2001  | переход на другую работу          |
| 3  | Халлыев, Тагандурды     | 14.03.2002 | 01.09.2003  | за недостатки в работе            |
| 4  | Гочиев, Таганмурад      | 01.09.2003 | 05.02.2005  | за недостатки в работе            |
| 5  | Гулгараев, Аширгельды   | 08.03.2005 | 14.02.2007  | отставка после выборов президента |
| 6  | Каррыев, Мурад          | 24.02.2007 | 01.12.2012  | переход на другую работу          |
| 7  | Чарыев, Бегенч          | 01.12.2012 | 31.08.2013  | переход на другую работу          |
| 8  | Мухамедов, Бегмурат     | 31.08.2013 | 04.10.2021  | переход на другую работу          |
| 9  | Таганов, Мереттаган     | 04.10.2021 | действующий |                                   |

АДРЕС:
- Туркменистан, г. Ашхабад, проспект Арчабил, 150
- Телефон: +993 (12) 39-19-21
- Факс: +993 (12) 39-19-71
- E-mail: info@minjust.gov.tm